# Jerónimo López Mozo

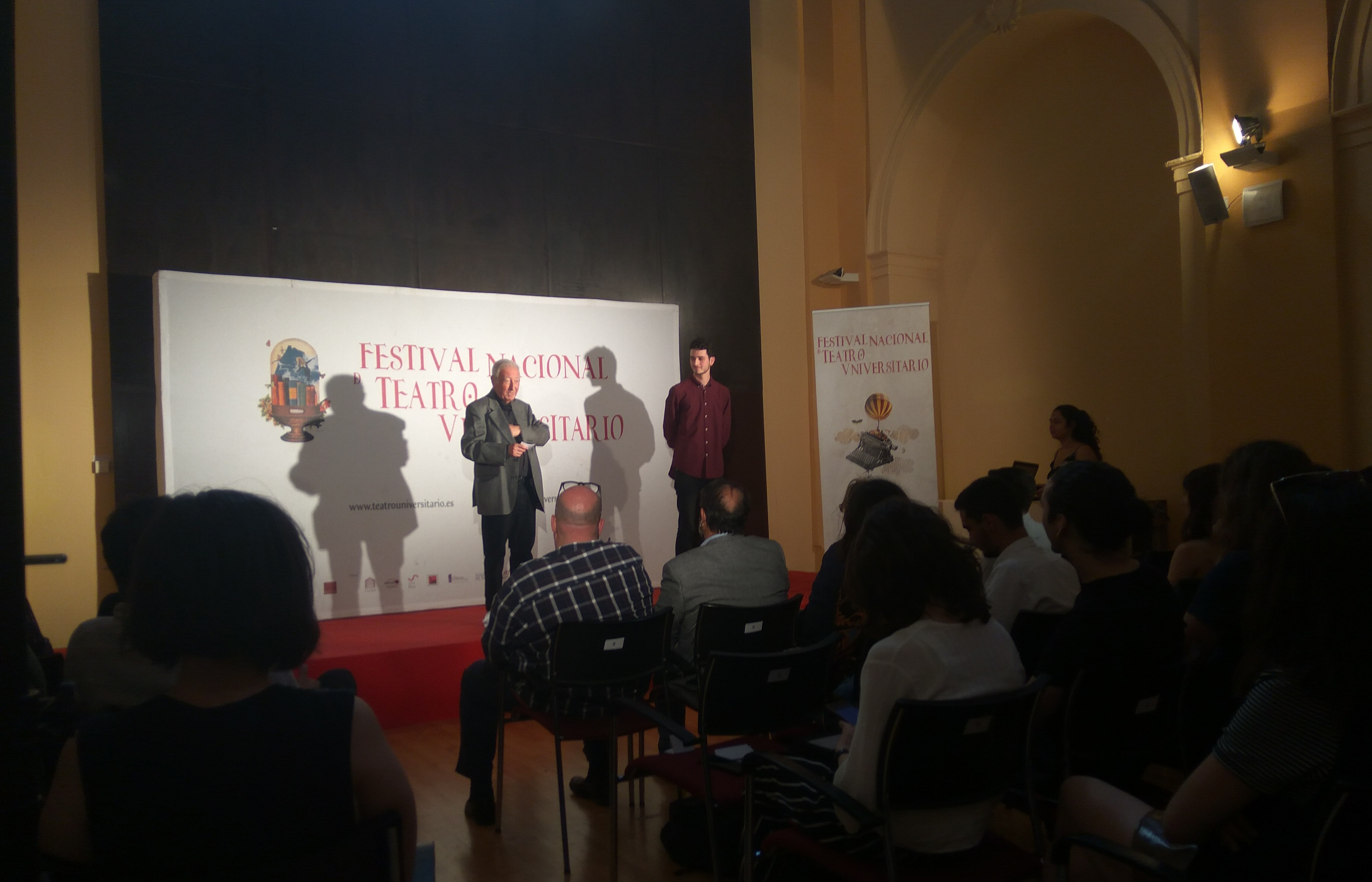
Jerónimo López Mozo a la gala d'entrega de premis del IV Festival Nacional de Teatre Universitari, 2019.

Jerónimo López Mozo (Girona, 15 de maig de 1942) és un dramaturg, crític i assagista espanyol contemporani, premi Nacional de Literatura Dramàtica de les Lletres Espanyoles. Va ser enginyer de professió. Com a autor teatral, ha escrit més de vuitanta peces, gairebé totes publicades i representades.

## Trajectòria
Nascut a Girona, la seva família es va traslladar sent nen a Madrid, on va descobrir la seva vocació teatral durant l'adolescència. La seva primera obra, Los novios o la teoría de los números combinatorios (1964) va ser estrenada en 1965 a Sevilla. Va formar part de la generació anomenada Nou Teatre Espanyol.
Ha format part del consell de redacció de la revista Pipirijaina i ha col·laborat en revistes de teatre i cultura, entre les quals Primer Acto, Yorick, Hermano Lobo i República de las Letras. Ha participat activament en diverses associacions culturals com ara l'Associació d'Autores i Autors de Teatre (AAT), l'Associació Espanyola de Teatre per a la Infància i la Joventut (AETIJ), l'Institut Internacional del Teatre (IIT) o la Federació Nacional de Teatre Universitari, de la qual va ser membre fundador.
Al costat de Sanchis Sinisterra és considerat un dels autors de la segona meitat del segle xx que més ha defensat l'ús de la paraula —del teatre de text— a escena. Va rebre un homenatge en la XIV Mostra de Teatre Espanyol d'Autors Contemporanis en 2006.

## Premis
- Guanyador del Premi Arniches en 1979 per Como reses, escrita juntament amb Luis Matia.[4]
- XXVI Premi Tirso de Molina en 1996 per Ahlán.[5]
- Premi Nacional de Literatura Dramàtica de les Lletres Espanyoles en 1998 per Ahlán.[6]
- Medalla de l'Associació de Directors d'Escena d'Espanya al 2005.
- Premi a tota una carrera de la Federació Espanyola de Teatre Universitari al 2022.

## Obres
- Los novios o la teoría de los números combinatorios (1965).
- Crap, fábrica de municiones (1973).
- Teatro de barrio, teatro campesino (1976).[7]
- Como reses. Memoria de un matadero (1980).
- Tiempos muertos. (1985).[8]
- Cuatro happenings (1986).
- D.J. (1987).[9]
- Los personajes del drama (1987).
- Bagaje (1988).
- El engaño a los ojos (1988).
- Yo, maldita india (1990).[10]
- Eloídes: obra dramática dividida en XXVIII escenas (1995).
- Ahlán (1996).
- El engaño a los ojos (1997)
- El arquitecto y el relojero (2001).
- Guernica (2001).
- Ella se va (2002).
- Hijos de Hybris (2003).
- En aquel lugar de la Mancha (2005).[11]
- Las raíces cortadas. Victoria Kent y Clara Campoamor: cinco encuentros apócrifos (2005).
- La bella durmiente (2015).
- José Barbacana (2015).[12]